# Hermenegildo Galeana 1.ª Sección
Hermenegildo Galeana 1.ª Sección es una ranchería del municipio de Jalpa de Méndez ubicado en la subregión centro del estado mexicano de Tabasco.

## Geografía
La localidad de Hermenegildo Galeana 1.ª Sección se sitúa en las coordenadas geográficas 18°10′39″N 93°06′16″O / 18.177500, -93.104444, a una elevación de 2 metros sobre el nivel del mar.

## Demografía
Según el Conteo de Población y Vivienda 2020, efectuado por el Instituto Nacional de Estadística y Geografía, la localidad de Hermenegildo Galeana 1.ª Sección tiene 1,718 habitantes, de los cuales 811 son del sexo masculino y 907 del sexo femenino. Su tasa de fecundidad es de 2.25 hijos por mujer y tiene 418 viviendas particulares habitadas.
| Gráfica de evolución demográfica de Hermenegildo Galeana 1.ª Sección entre 1921 y 2020 |
|                                                                                        |
| INEGI.                                                                                 |